# 桑根達來湖
桑根達來湖是位於蒙古扎布汗省和庫蘇古爾省交界的鹹水湖。面積165.3平方公里，是蒙古第十三大湖泊。